# Forte dos Parachis
O Forte dos Parachis localizava-se ao norte da cidade do Recife, no istmo de areia que a liga a Olinda, no litoral do atual estado de Pernambuco, no Brasil.

## História
Trata-se de fortificação citada por BARRETTO (1958:139) que também a denomina como Forte dos Parregis, e com o mesmo nome por BENTO (1971), que informa ter sido ocupado por forças portuguesas em 17 de Janeiro quando da ofensiva final ao Recife, em Janeiro de 1654.
Acredita-se ter se tratado de um simples entrincheiramento de campanha, com existência efêmera.